# Selglaid
Selglaid est une île d'Estonie située dans le golfe de Riga.

## Géographie
Elle fait partie de la commune de Varbla. 